# Яворський Віктор Костянтинович
Віктор Костянтинович Яворський (? ― †?) ― підполковник Армії УНР.

## Біографія
На військовій службі з 1 жовтня 1915 р., штабс-капітан. З 1 грудня 1917 р. — комендант залізничної дільниці київського району.
З 15 листопада 1918 р. — завідувач пересування штабу військ Директорії. З січня 1919 р. — помічник начальника військових комунікацій штабу Дієвої армії УНР. 
З 27 травня 1919 р. — начальник військових комунікацій штабу Дієвої армії УНР. 
З 1 лютого 1920 р. — референт з пересування військ Генерального штабу УНР. 
З 23 червня 1920 р. — начальник відділу пересування військ Генерального штабу УНР.
У 1920-х рр. жив на еміграції у Польщі. 
Подальша доля невідома.